# Bryan Michael Stoller
Bryan Michael Stoller est un réalisateur, scénariste, producteur et acteur canadien né en 1960 à Peterborough (Canada).

## Filmographie

### comme réalisateur
- 1984 : Histoires de l'autre monde ("Tales from the Darkside") (série TV)
- 1994 : Turn of the Blade
- 1995 : The Random Factor
- 1996 : Dragon Fury II
- 1999 : Undercover Angel
- 2004 : Miss Cast Away
- 2008 : Light Years Away
- 2010 : Un chien à la Maison Blanche (First Dog)

### comme scénariste
- 2008 : Light Years Away
- 1995 : The Random Factor
- 1999 : Undercover Angel
- 2004 : Miss Cast Away
- 2010 : Un chien à la Maison Blanche (First Dog)

### comme producteur
- 2004 : Miss Cast Away : Courier
- 1994 : Turn of the Blade
- 1995 : The Random Factor
- 1999 : Undercover Angel
- 2004 : Miss Cast Away

### comme acteur
- 1994 : Turn of the Blade : Stroller Couple
- 1995 : The Random Factor : Van Passenger
- 1999 : Undercover Angel : Speedy Messenger